# Відзувек
Відзувек (пол. Widzówek) — село в Польщі, у гміні Крушина Ченстоховського повіту Сілезького воєводства.
Населення — 173 особи (2011).
У 1975-1998 роках село належало до Ченстоховського воєводства.

## Демографія
Демографічна структура станом на 31 березня 2011 року:
|          | Загалом | Допрацездатний вік | Працездатний вік | Постпрацездатний вік |
| -------- | ------- | ------------------ | ---------------- | -------------------- |
| Чоловіки | 81      | 18                 | 51               | 12                   |
| Жінки    | 92      | 13                 | 51               | 28                   |
| Разом    | 173     | 31                 | 102              | 40                   |